# Partaw Naderi
Pour les articles homonymes, voir Naderi.
Partaw Naderi, né en 1952 au Badakhshan, est un poète afghan.

## Biographie
Né dans un petit village du Badakhshan, province montagneuse et septentrionale aux confins du Pakistan, de la Chine et du Tadjikistan, où se déroulent quelques-unes des aventures du "Livre des Rois", la grande épopée nationale perse dont on entend parfois les échos dans la poésie de Naderi.
En 1968, il descend à Kaboul et étudie à l’École normale de formation des instituteurs puis à la faculté de Sciences naturelles. C’est durant ces années qu’il publie ses premiers poèmes dans diverses revues littéraires de Kaboul.
Comme de nombreux écrivains, artistes et intellectuels afghans, il est arrêté par le régime socialiste de Babrak Karmal et passe trois ans, de 1984 à 1987, dans la tristement célèbre prison de Pol-e Charkhi (en).
L’instauration de l'émirat islamique d'Afghanistan, l’affecte particulièrement, comme poète amoureux de toutes les libertés, et parce que sa langue d’expression, le dari, voit son usage réprimé.
À partir de 1997, Partaw Naderi travaille comme correspondant de la BBC à Peshawar, présentant des programmes culturels et des actualités. Rentré en Afghanistan en 2002, il travaille à la Fondation pour la Société civile, dont il dirige la revue. Pour échapper au chaos urbain de la capitale, il s’est construit une petite chaumière sur la pente d’une colline, au bord du lac de Qargha.
Considéré comme l’un des principaux poètes contemporains afghans[réf. souhaitée], il a publié sept recueils de poésies, une anthologie de la poésie classique persane, plusieurs livres de théorie littéraire, un Panorama des médias afghans, ainsi que des biographies de Roumi et de Roudaki.